# Margarethe Heubacher-Sentobe
Margarethe Heubacher-Sentobe (* 1945 in Schwaz) ist eine österreichische Architektin.

## Leben
Nach dem Besuch der HTL Bau und Design Innsbruck und einem Praxisjahr bei Norbert Heltschl studierte sie von 1965 bis 1970 Architektur an der Akademie der Bildenden Künste Wien in der Meisterklasse von Roland Rainer. Anschließend arbeitete sie bei den Architekten Loch, Tuscher und Norer in Innsbruck, seit 1978 betreibt sie ihr eigenes Architekturbüro in Schwaz. Ab 1990 hatte sie Lehraufträge für Entwerfen an der Fakultät für Bauingenieurwesen und Architektur der Universität Innsbruck inne. Von 1995 bis 1999 war sie Mitglied des Fachbeirates in Feldkirch, von 2001 bis 2003 Mitglied des Kunstbeirates in Schwaz.
Heubacher-Sentobe entwarf vor allem Einfamilienhäuser, die sensible und außergewöhnliche Konzepte aufweisen, viel beachtet sind und mit Preisen ausgezeichnet wurden. Als ihr Hauptwerk gilt der 2003 fertiggestellte Neubau des Karmelitinnenkonvents in Innsbruck.

## Auszeichnungen
- Österreichischer Bauherrenpreis 1987
- 2. Hauptpreis der Österreichischen Zementindustrie, 1997
- Auszeichnung beim Wettbewerb Neues Bauen in den Alpen, 1999[1]
- Tiroler Landespreis für Kunst, 2003
- Verdienstmedaille des Landes Tirol, 2016[2]

## Werke
- Haus Wagner, Schwaz, 1976–1978[3]

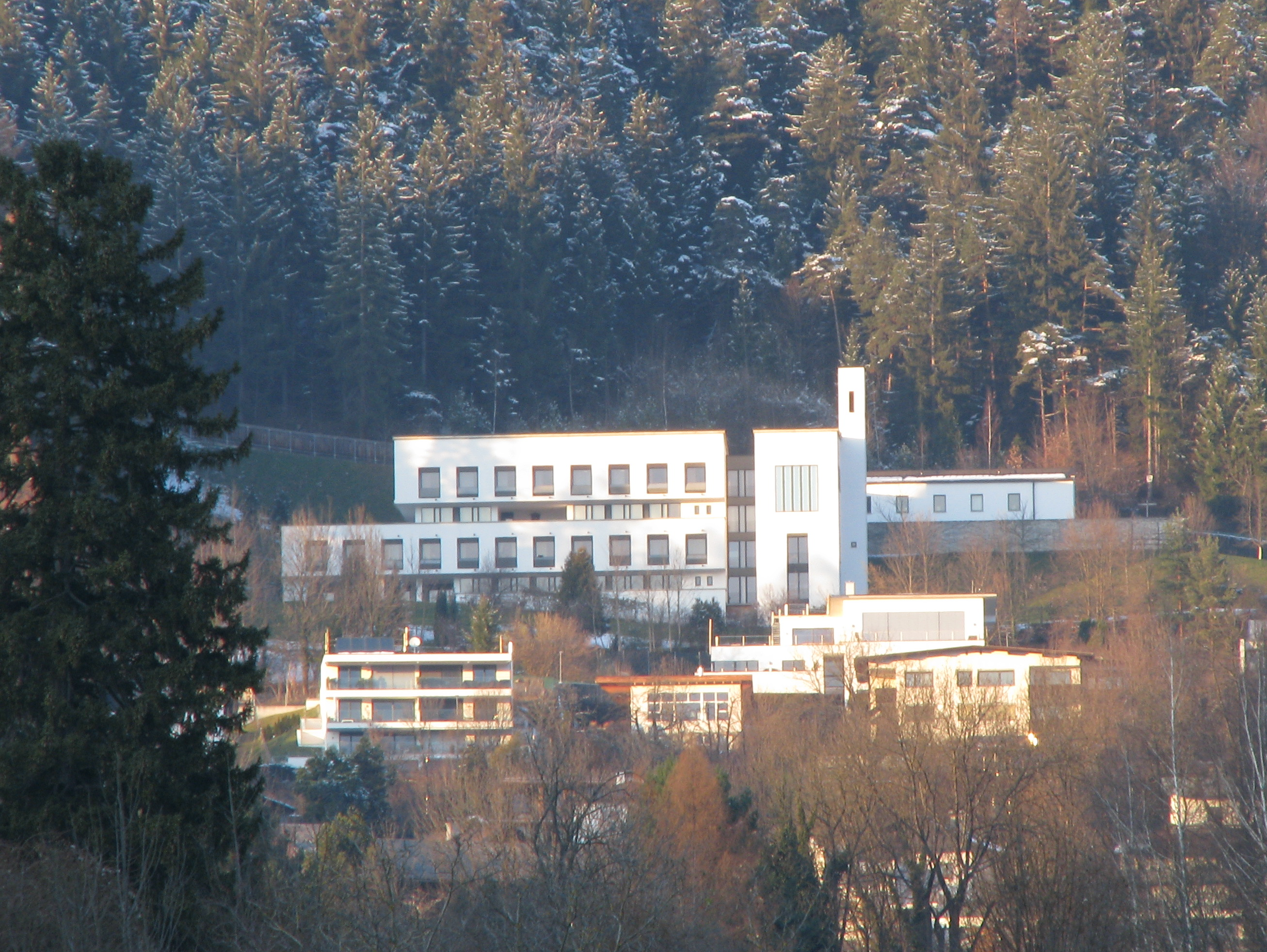
Karmel St. Josef und St. Teresa

- Wohnanlage Anton-Öfner-Straße, Schwaz, 1981–1985 (mit Hermann Hanak)[4]
- Wohnanlage Winkelweg/Brixentaler Straße, Wörgl, 1981–1987[4]
- Haus Bazzanella, Schwaz, 1985–1987
- Haus Wanitschek, Brixlegg, 1993–1994[4]
- Haus L./Studio für einen Pianisten, Weerberg, 1995–1996[4]
- Karmel St. Josef und St. Teresa, Innsbruck-Mühlau, 1999–2003
- Haus der Generationen, Schwaz, 2009 (mit Günther Dregelyvari)
- Dachbodenzelt zum Turm, Schwaz[5]